# Saint-Macaire-du-Bois
Saint-Macaire-du-Bois település Franciaországban, Maine-et-Loire megyében. Lakosainak száma 442 fő (2022. január 1.). Saint-Macaire-du-Bois Le Puy-Notre-Dame, Loretz-d’Argenton, Doué-en-Anjou és Lys-Haut-Layon községekkel határos.

## Népesség
A település népessége az elmúlt években az alábbi módon változott:
| Lakosok száma | 471  | 367  | 360  | 417  | 458  | 457  | 457  | 451  | 449  | 442  |
|               | 1968 | 1982 | 1990 | 2006 | 2013 | 2015 | 2017 | 2019 | 2020 | 2022 |